# Stenogomphurus rogersi
Stenogomphurus rogersi – gatunek ważki z rodziny gadziogłówkowatych (Gomphidae). Występuje we wschodniej części Stanów Zjednoczonych.